# Merel Vercammen
Merel Vercammen (Nijmegen, 22 december 1988) is een Nederlandse violiste die actief is in de klassieke muziek en improvisaties.

## Loopbaan
Merel Vercammen begon op vijfjarige leeftijd met vioollessen en volgde voortgezet onderwijs aan het Stedelijk Gymnasium Nijmegen. Op haar vijftiende werd ze toegelaten tot het Utrechts Conservatorium, waar ze viool studeerde bij Eeva Koskinen. Daarna vervolgde zij haar vioolopleiding aan het Royal College of Music bij Jan Repko. Na het behalen van haar Masterdiploma volgt ze lessen bij Ilya Grubert in Portogruaro aan de Fondazione Musicale Santa Cecilia.
Vercammen behaalde een Master of Science in Music, Mind & Brain aan Goldsmiths College van de Universiteit van Londen. Ze behaalde in 2017 een Master of Arts in Cultural Economics & Entrepreneurship aan de Erasmus Universiteit Rotterdam, waar ze in samenwerking met de Raad voor Cultuur onderzoek deed naar jong publiek voor klassieke muziek.
Ze was prijswinnaar van de London Grand Prize Virtuoso Competition, het Prinses Christina Concours en het Nationaal Concours van de Stichting Jong Muziektalent Nederland en studeerde met hoogste onderscheiding af aan het Royal College of Music te Londen. 
Als kamermusicus vormt Merel Vercammen een duo met pianiste Dina Ivanova. Ze speelde in het voormalige Mirovia Quartet met onder anderen Maria Milstein, en in trio42 met Remy van Kesteren en Ties Mellema. 
Als soliste trad Vercammen op in vioolconcerten, waaronder die van Beethoven en Brahms. Ze was solist in het vioolconcert Capriccio van Otto Ketting met de componist als dirigent. In 2017 bracht ze de Fantasie voor viool en orkest van Mathilde Wantenaar in première. 
Vercammen was te gast in radioprogramma's als Spiegelzaal, De Muziekfabriek, Een Goedemorgen Met, Opium, Vrije Geluiden en Met het Oog op Morgen, en op televisie bij Podium Witteman en Vrije Geluiden.

## Discografie
- Symbiosis: werken van Poldowski (pseudoniem van Régine Wieniawska), Mathilde Wantenaar en César Franck (Vioolsonate). Merel Vercammen (viool), Dina Ivanova (piano). Gutman Records, 2019.[4]
- Silent City: Werken van Bach en Vasks en een eigen improvisatie. Merel Vercammen (viool) en Maya Fridman (cello), 2020.[5]
- The Zoo: geïmproviseerde muziek voor kamerensemble. Merel Vercammen (viool), Maya Fridman (cello), Bernadeta Astari (sopraan), Ties Mellema (tenorsax), Tobias Borsboom (piano), Wilco Oomkes (accordeon), Vincent Houdijk (percussie), Rembrandt Frerichs (piano), Jaap Zwart (orgel). TRPTK, 2019.[6]
- The Boulanger Legacy: werken van Lili Boulanger, Grażyna Bacewicz, Leonard Bernstein, Astor Piazzolla, Nadia Boulanger. Merel Vercammen (viool), Dina Ivanova (piano). TRPTK, 2021.[7]
- Sarasvati: werken van Claude Debussy, Francis Poulenc, en 3 hedendaagse componisten: Mathilde Wantenaar, Alisson Kruusmaa en Joey Roukens. Merel Vercammen (viool), Dina Ivanova (piano). All Ears Records, 2024.[8]